# ميبلاون (كندا)
ميبلاون (بالإنجليزية: Maplelawn) هو منزل تاريخي وممتلك سابق يقع في مدينة أوتاوا، أونتاريو، كندا. يُعد من أقدم المنازل الحجرية المتبقية في المدينة، وقد تم بناؤه ما بين عامي 1831 و1834 كمركز لمزرعة زراعية تعود لعائلة طومسون.

## التاريخ
بنى المنزل جورج طومسون، أحد أوائل المستوطنين الأوروبيين في المنطقة، ليكون مقرًا لإقامته العائلية ومركزًا لإدارة المزرعة المحيطة به. في عام 1877، اشترت عائلة كول العقار، وظلت تقيم فيه لما يزيد عن قرن من الزمن حتى عام 1989.

## المعمار
يتميز ميبلاون بأسلوب معماري تقليدي يجمع بين الطراز الجورجي والطابع الريفي البريطاني، ويُعد من الأمثلة النادرة على هذه الأنماط في كندا. لا يزال العديد من العناصر الأصلية محفوظًا، بما في ذلك الجدران الحجرية وحدائق الزهور المسوّرة.

## الاستخدام الحالي
تملكه حاليًا اللجنة الوطنية للعاصمة (كندا). وقد خضع لعدة عمليات ترميم، ويُستخدم اليوم كموقع تراثي مفتوح للجمهور. كما يضم مبنى المنزل مطعمًا فاخرًا، وتُستخدم حدائقه لإقامة المناسبات الثقافية والفنية.

## الوضع القانوني
تم إعلان ميبلاون كموقع تاريخي وطني من قبل الحكومة الكندية بسبب قيمته المعمارية والتاريخية، وهو مُدرج ضمن قائمة مواقع التراث الثقافي الوطني.

## وصلات خارجية
- صفحة ميبلاون – HistoricPlaces.ca
- ميبلاون – هيئة المنتزهات الوطنية الكندية (Parks Canada)